# 麻缨塘乡
麻缨塘乡，是中华人民共和国湖南省怀化市芷江侗族自治县下辖的一个乡镇级行政单位。

## 行政区划
麻缨塘乡下辖以下地区：
王公坡村、桃溪村、台上村、麻缨塘村、白溪坪村、学坪村、沙坪村、羊楼坡村、蕨菜溪村、黄潭桥村、沙溪村、周坪村、桥边村和高冲村。